# A Fővárosi Állat- és Növénykert Szarvasháza
A Szarvasház, későbbi nevén  Daruház a budapesti Fővárosi Állat- és Növénykert egyik épülete.

## Története
A Szarvasház erdélyi népies stílusban épült Kós Károly és Zrumeczky Dezső tervei alapján 1909–1912-ben. 1984-ig a Bivalyház, a Nagyszikla és a (Régi) Majomház között állt, amikor is lebontották, hogy helyén megépülhessen az Új Majomház (Emberszabásúak Háza). 1987–1988 között (más források szerint 1991-ben) épült fel újra az eredetivel megegyező formában az addig elraktározott, számozott gerendákból, de ezúttal a kert északnyugati sarkában.
Eleinte nevéhez hűen szarvasok és őzek bemutatására szolgált, új helyén azonban csak rövid ideig éltek itt rénszarvasok, illetve koronás darvak és mandzsu darvak (ebben az időben Daruház néven ismerték). Jelenleg innen nyílik a Simogató, nyugati szomszédja a Parasztudvar. A Szarvasházon keresztül lehet megközelíteni a mögötte fekvő Élet-Halál Házát, ahol korábban a Madármentő Állomás működött. Az emeletes épület alsó szintjén rágcsálókat, illetve Dél-Amerika kisemlőseit (tatukat, gyümölcsevő denevéreket, tengerimalacokat) tekintheti meg a látogató, lezárt felső szintjén egy időben vadászati kiállítás működött. Ugyan szarvasokat már nem tartanak benne, neve hagyománytiszteletből nem változott.
Az udvarában lévő Állatsimogatóban napjainkban már nem magyar háziállatokat, hanem kisebb kengurukat tartanak. Korábban egy ideig emuk is voltak itt.

## Képtár

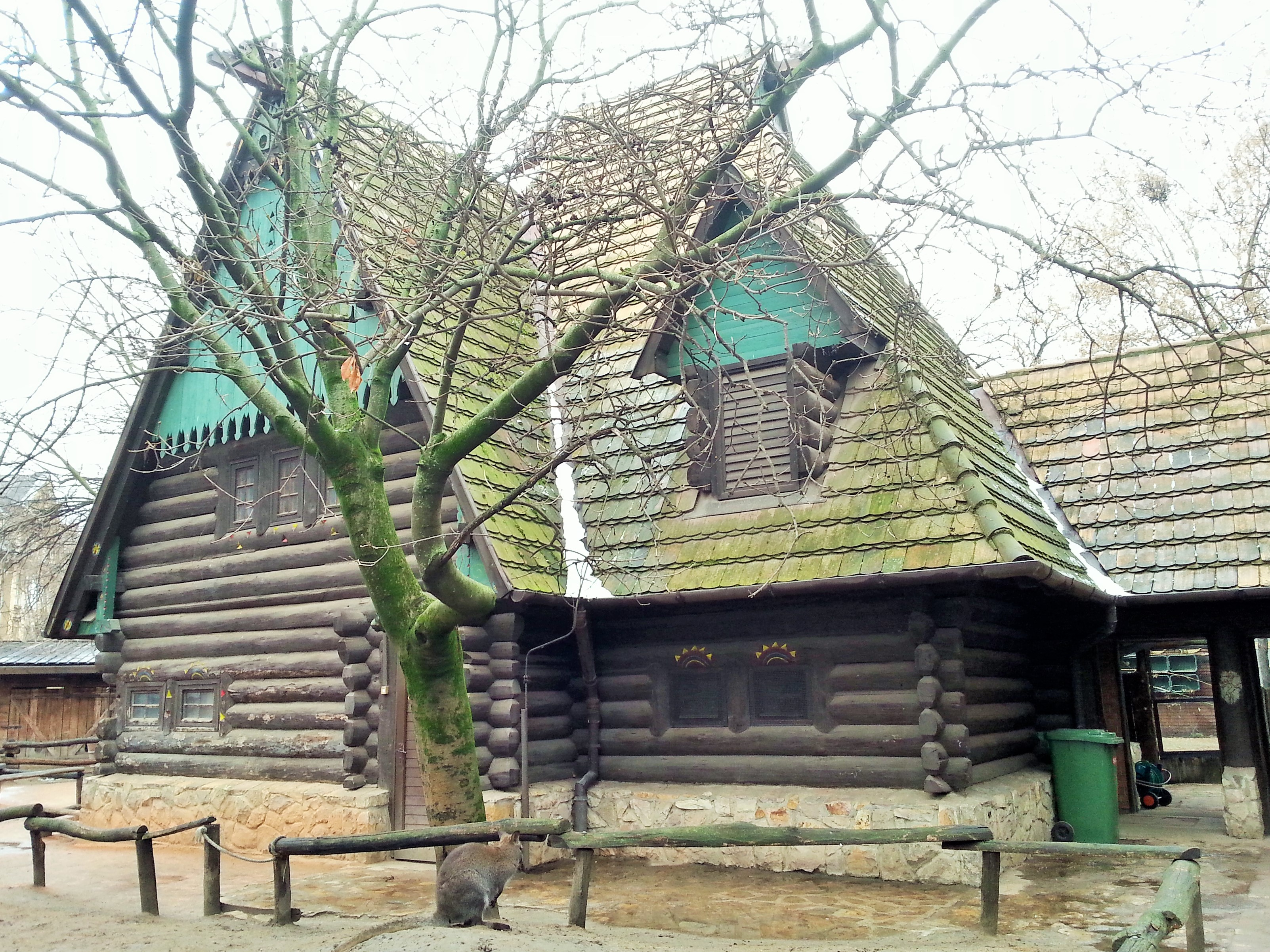
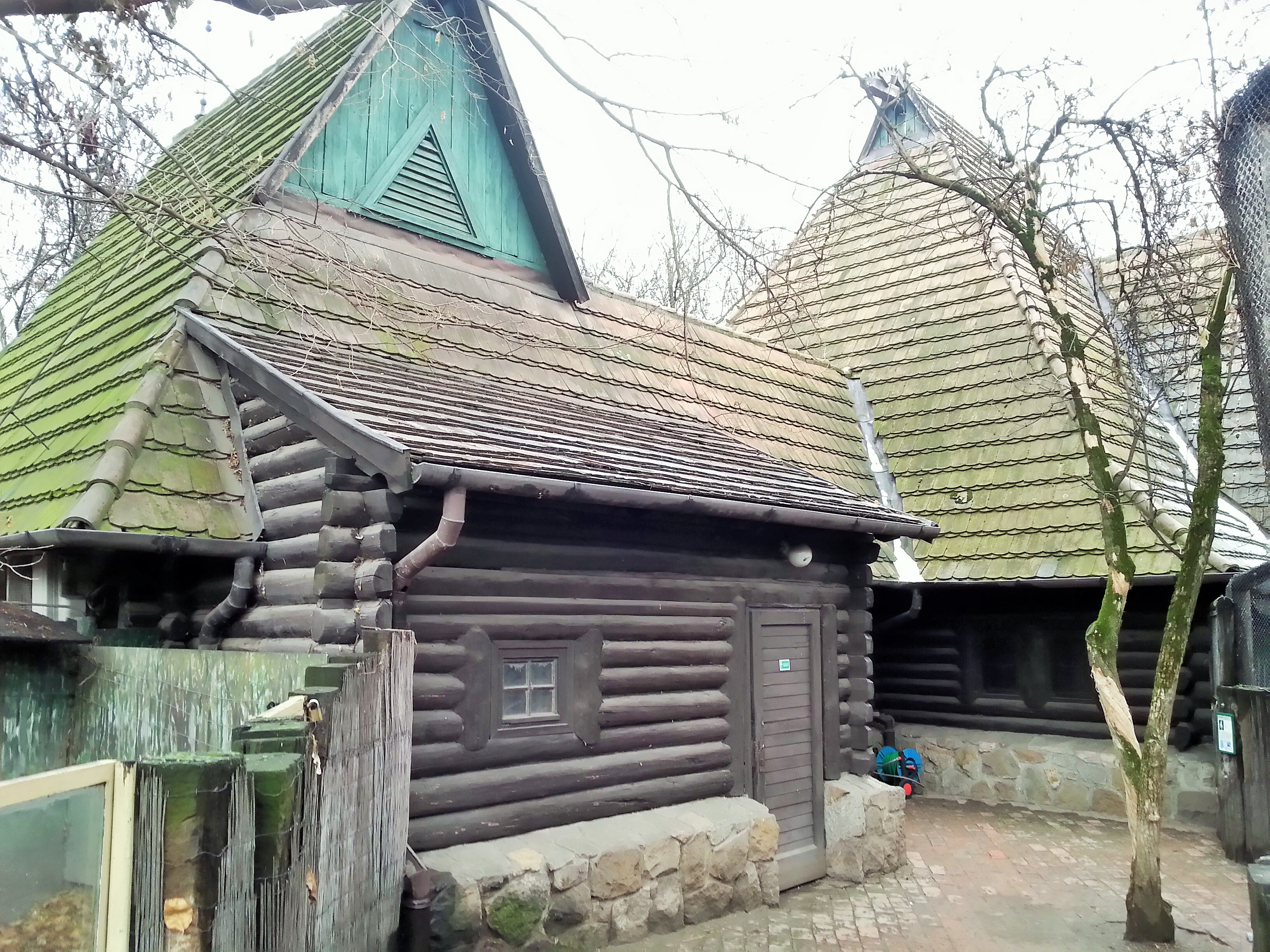
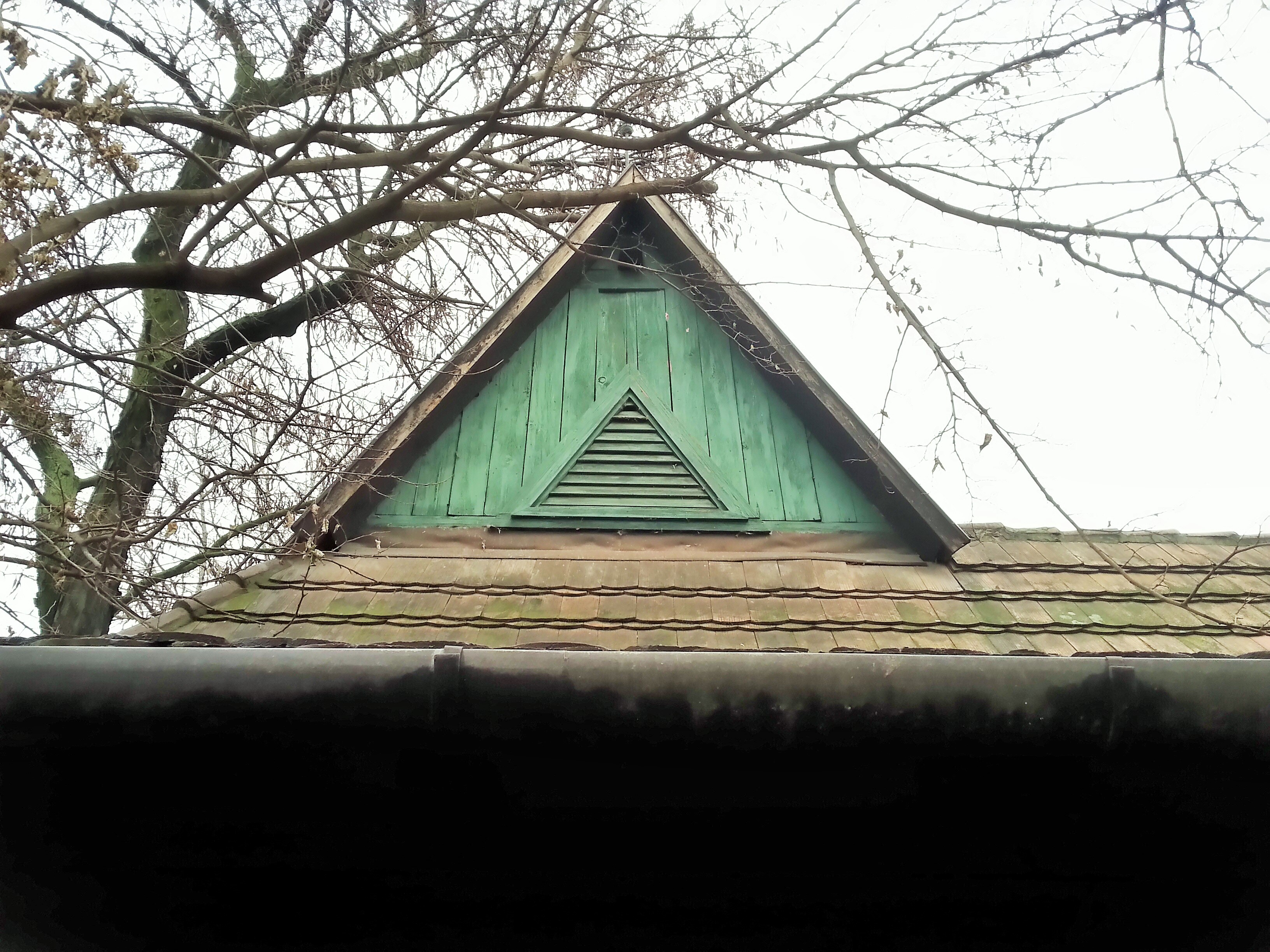
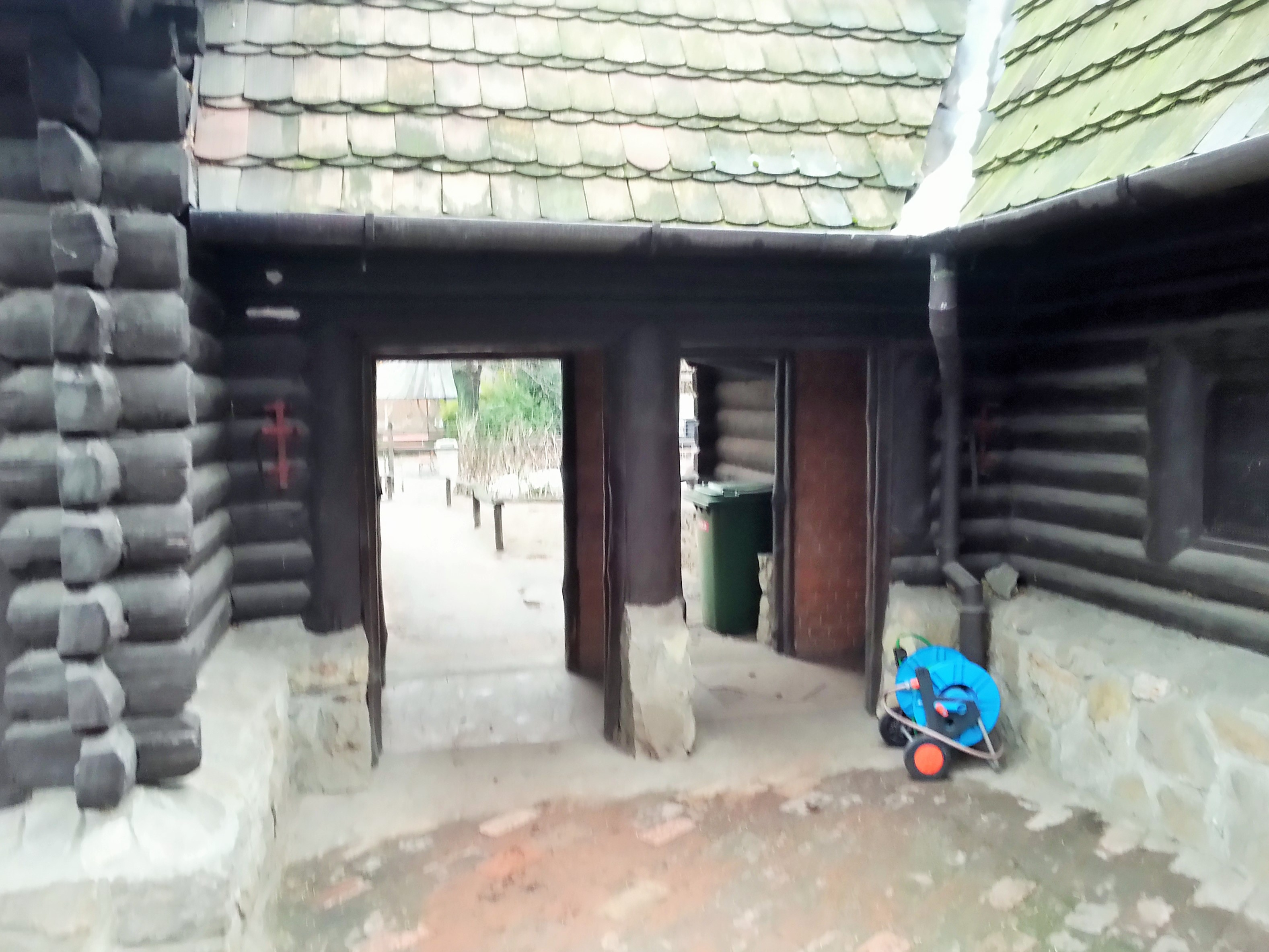
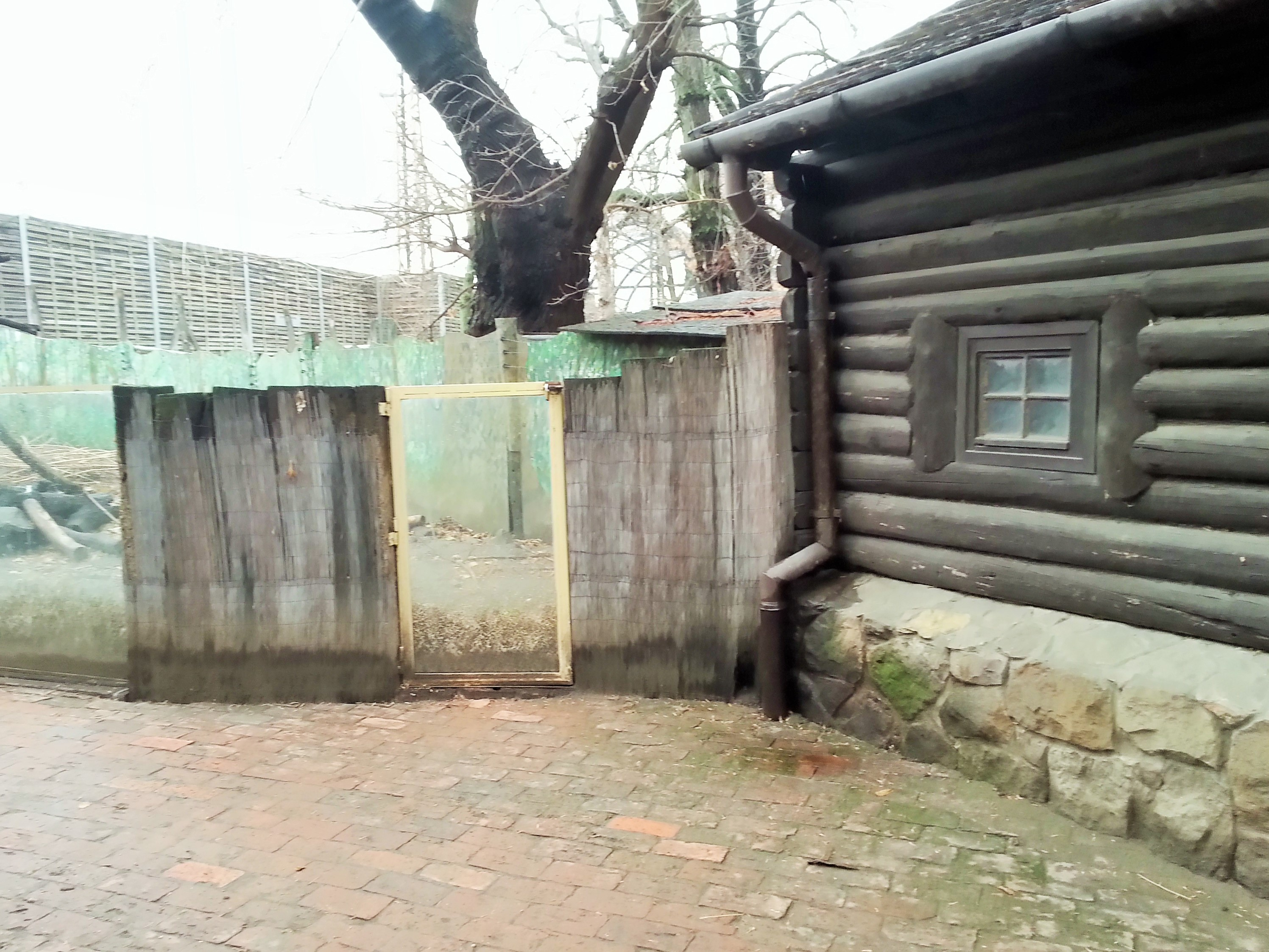
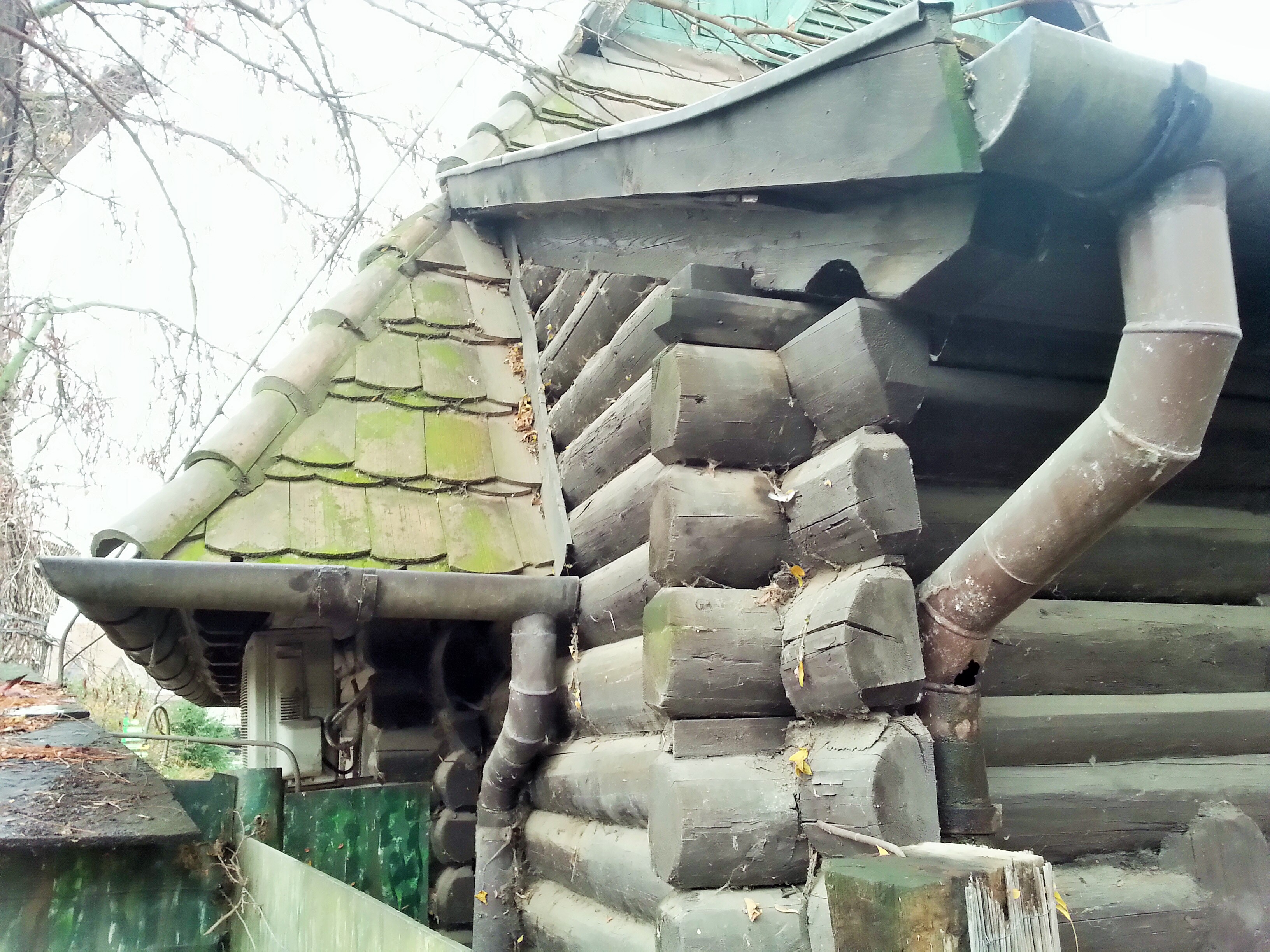
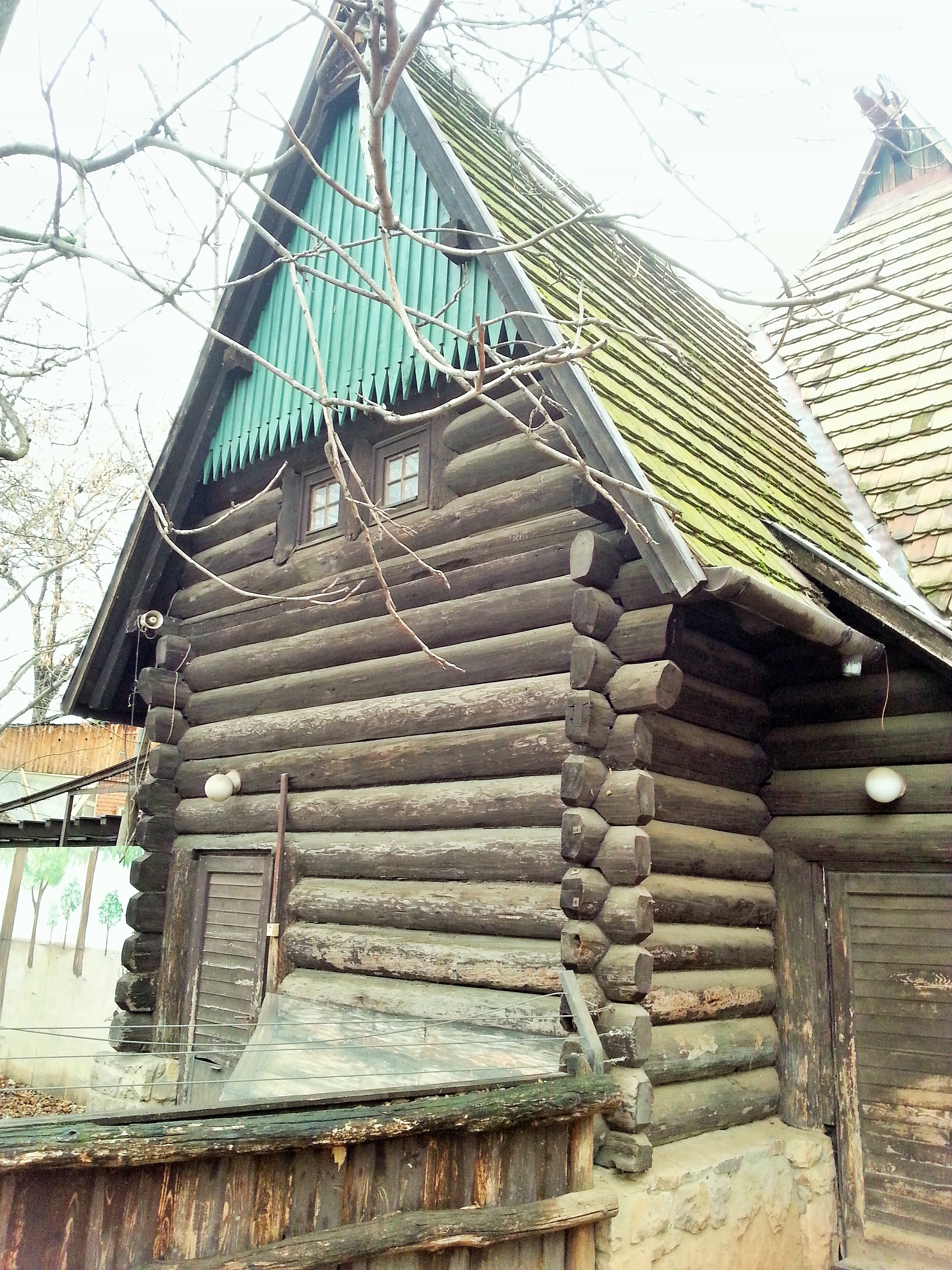
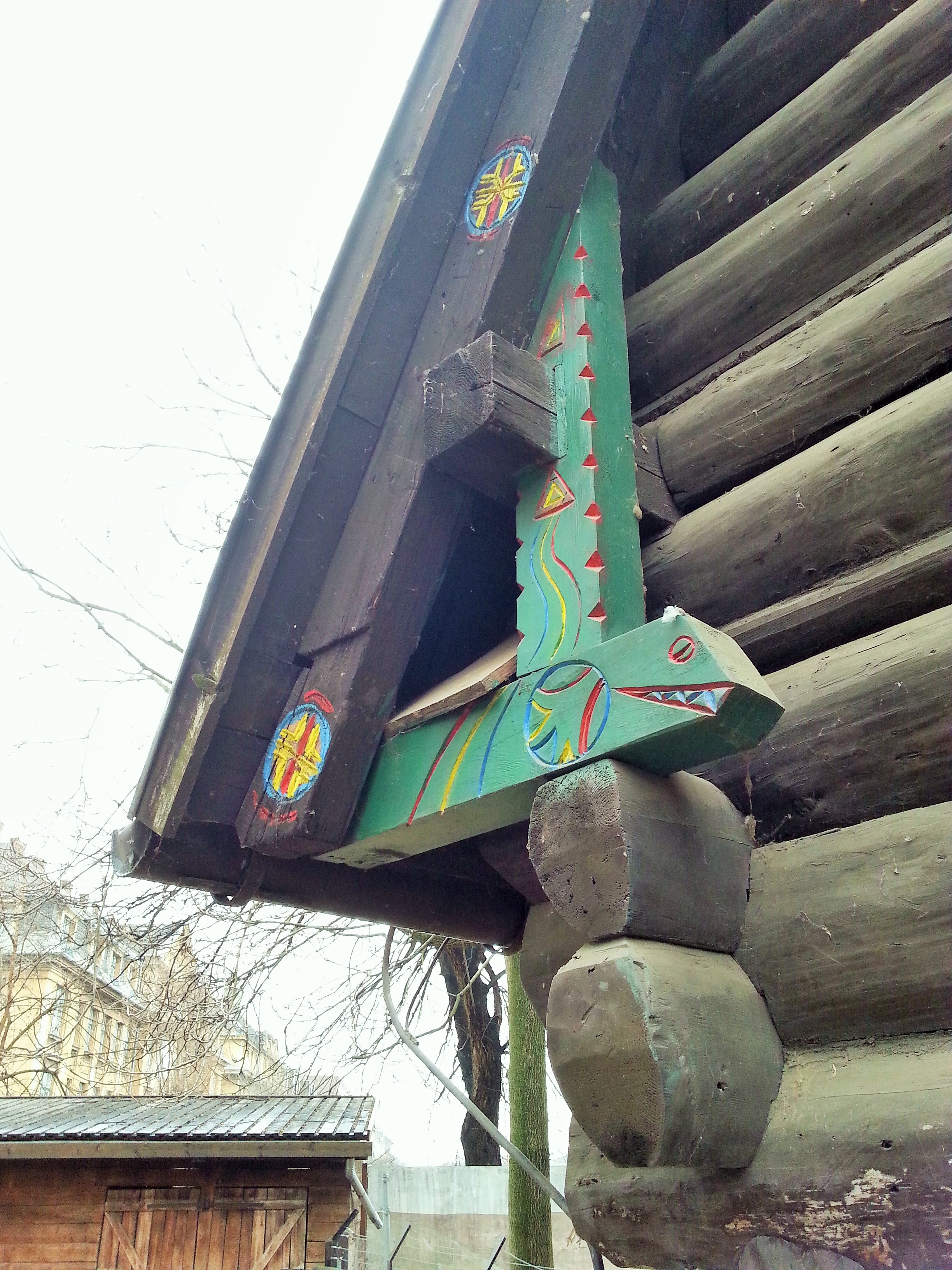
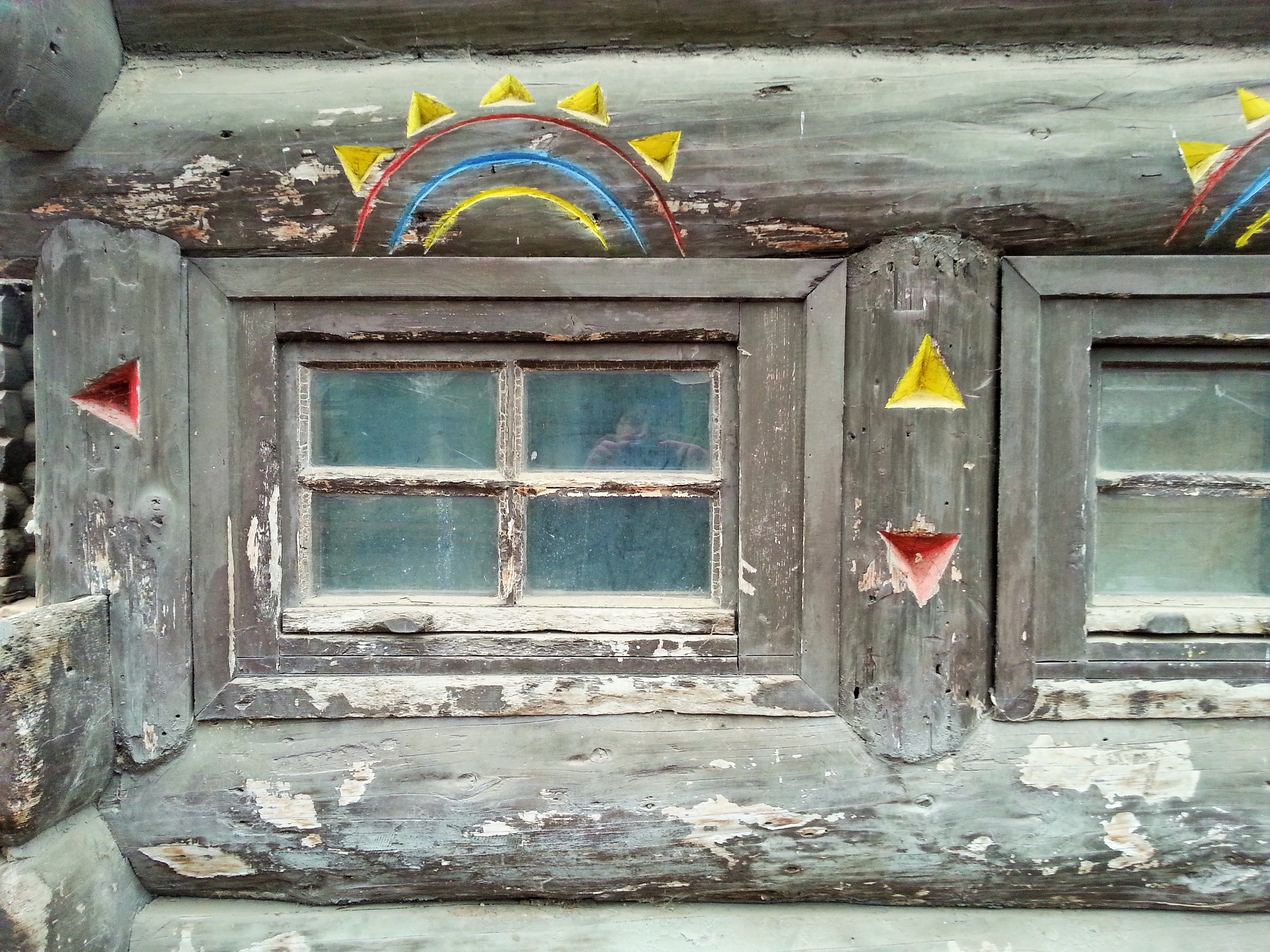

## Külső hivatkozások
- Patinás épületek. zoobudapest.com. (Hozzáférés: 2021. december 13.)
- Fővárosi Állat- és Növénykert: szarvasház. eloepiteszet.hu. (Hozzáférés: 2021. december 13.)